# 奥东一世 (勃艮第)
奥东一世（1167年到1171年之間—1200年1月13日），在1190年至去世期间担任勃艮第伯爵，并在1196年至1197年期间短暂担任卢森堡伯爵。他是神圣罗马帝国皇帝腓特烈一世与第二任妻子、勃艮第女伯爵貝亞特麗絲一世的第四子。

## 统治

### 腓特烈一世年间
奥东虽然不是长子，但被母亲勃艮第女伯爵贝亚特丽丝一世指定为继承人。腓特烈通过婚姻兼领勃艮第。奥东在1181年后随母定居勃艮第，和自己的老师见证母亲签署宪章。
1184年，贝亚特丽丝一世去世。腓特烈一世虽然1190年才去世，但1188年就开始将地盘分给儿子们，并于1189年在阿格诺的一场宴席上官宣。奥东继承勃艮第和已领有的瑞士伦茨堡，并成为阿尔勒王国（勃艮第王国）的教区长。德意志、意大利和阿尔勒王国归于奥东的兄长，后来的亨利六世皇帝。
腓特烈一世授予奥东行宫伯爵。因此，奥东是勃艮第第一个被赋予该荣衔的伯爵，这种尊荣也将由他的继任者们继承。行宫伯爵的头衔给了他一个特权地位，使他明显高于勃艮第的其他伯爵。行宫伯爵是宗主权的持有者，由他维持与皇权在事实上和法律上的关系。

### 亨利六世年间
奥东在德国度过了他的青年时代，他更喜欢留在这个国家，他对他很少居住的勃艮第地产几乎没有兴趣。他于1196年才首次访问那里。他将勃艮第政府委托给一位总督，称之为勃艮第法警，以在他缺席期间代替他管理伯国。第一任是在1192年设立的。
然而，奥东很快就陷入了几次争端。他性格脾气暴躁，甚至残忍。他在蒙贝利亚尔边境的克莱瓦勒建造了威胁到蒙贝利亚尔伯爵蒙福孔的阿梅德二世的领地的堡垒，与对方发生争执，并于1195年亲手暗杀了对方。
腓特烈一世与阿尔萨斯及其贵族的关系一直很好，但奥东对封建领主的权力采取了残酷的行动，并且自1196年以来一直与斯特拉斯堡的主教许讷堡的康拉德（1190—1202年在任）交战。在双方敌对期间，他率领军队前往讷维莱尔-莱萨韦尔讷，并袭击了由斯特拉斯堡主教的兄弟讷维莱尔的律师埃伯哈德保卫的许讷堡城堡。埃伯哈德在奥东攻占城堡时被奥东给了致命的一击。斯特拉斯堡主教对他兄弟的死深感恼火，随后入侵了离奥东最近的土地并劫掠。
奥东还与勃艮第公爵厄德三世和泽林根公爵贝特霍尔德五世发生争执。
暗杀蒙贝利亚尔伯爵使奥东失去了阿尔萨斯的贵族和伯爵的支持，他们支持最强大的封建领主们，特别是勃艮第伯爵年轻分支的首领埃蒂安二世，他的女儿阿格妮丝嫁给了阿梅德的儿子理查。埃蒂安伯爵和他的父亲和祖父之前一样，拥有勃艮第伯爵的头衔。奥东急于降低他的地位，命令他放弃头衔而仅满足于勃艮第的欧克索讷子爵的地位。受到羞辱的埃蒂安在极大的愤怒中屈从了。但是，在勃艮第和阿尔勒王国，行宫伯爵的权威仍然更多是名义上的而非真实的。
为了展示他的力量并试图克服所有抵抗，奥东于1196年在他的兄长亨利六世皇帝的陪伴下从伯国北部边境旅行到贝桑松，以展示皇室的所有辉煌。贝桑松大主教特雷梅雷的阿梅德和许多德国领主陪同他参与了这场旅行。

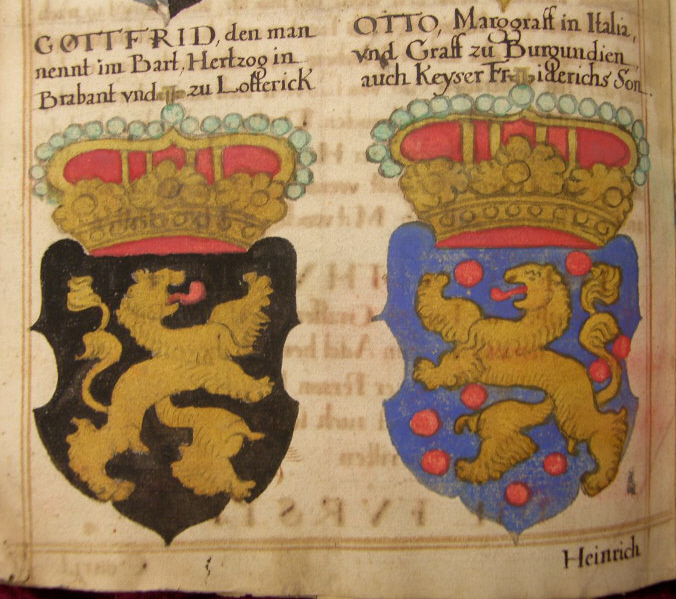
奥东的纹章（右），格奥尔格·律克斯纳，约1530年，17世纪再版

1196年，当卢森堡的亨利四世伯爵在没有男性继承人的情况下去世时，他的伯国被他的领主亨利六世继承了。亨利随后将其授予了奥东。第二年，亨利四世伯爵的女婿巴尔伯爵蒂博特一世与奥东谈判令其放弃卢森堡。
奥东行宫伯爵引发的地区冲突已经成为对他的霍亨斯陶芬家族的强权政治的严重威胁。奥东与斯特拉斯堡主教在1197年9月初达成了休战。不久之后的27日，即亨利六世皇帝去世的前一天，尽管达成了协议，奥东伯爵还是以谈判为借口，亲手懦弱地谋杀了主教的支持者之一阿尔萨斯伯爵费雷特的乌尔里希。这些暗杀事件引起了轰动，并且不仅在奥东的对手中，也在朋友中引起了普遍的反对。28日，皇帝的驾崩使德国陷入了深深的动荡之中。

### 亨利六世死后
由于唯一皇子腓特烈年幼，霍亨斯陶芬皇朝的支持者决定从两位皇弟奥东和行宫伯爵菲利普中选择继位者。奥东虽然年长，但被认为效率低下且忙于解决自己的领地问题，于是被选为帝位继承人的不是他，而是菲利普。奥东也衷心支持菲利普。
斯特拉斯堡主教没有原谅奥东谋杀他的兄弟。即使他曾一直忠实地依附已故的亨利六世皇帝，他也不会再关心奥东伯爵和他所属的施瓦本家族了。在帝位继承中，康拉德主教、教宗意诺增爵三世、蒙贝利亚尔伯爵和许多主教都倾向于萨克森公爵狮子亨利的儿子不伦瑞克的奥托。
阿尔萨斯开始了一场战争并陷入了血腥。皇帝驾崩的消息一传到阿尔萨斯，斯特拉斯堡主教就开始与他的盟友一起入侵和摧毁凶手奥东及其支持者和封臣的领地。他们也没有就此止步，还趁机对位于阿尔萨斯的帝国领地进行掠夺，将其摧毁并放火烧毁。他们占领了科尔马、塞莱斯塔、奥贝奈、罗赛姆和其他皇帝统治下的城镇和村庄。在没有守军的情况下，帝国的领地容易成为占领者的首要猎物。从敌对行动开始，勃艮第的行宫伯爵奥东就开始帮助弟弟菲利普。在争位斗争中，菲利普终于在1198年3月8日在米卢斯压倒不伦瑞克的奥托被选为“罗马人的国王”。德国的战争平息了。但不久之后，奥东得知蒙贝利亚尔伯爵理查及其岳父埃蒂安二世和他们的盟友袭击了他在勃艮第伯国的地产。
奥东可以为自己树立的最强大的敌人是曾经劫持贝亚特丽丝一世的其叔父马孔伯爵吉约姆三世的孙子勃艮第伯爵埃蒂安二世。身负勃艮第血统的埃蒂安渴望有朝一日统治勃艮第。他在各方面都很强大，并得到了其他伯爵和男爵的支持。他牢牢控制着索恩河畔的欧克索讷伯国、瓦塞莱城堡、索恩河畔塞和圣阿尔班、特拉沃、弗罗泰莱沃苏勒和阿尔莱城堡。
埃蒂安从阿尔萨斯与奥东的疏离中看到了期待已久的机会，这使他萌生了取代行宫伯爵分支并报复奥东的野心。他与女婿蒙贝利亚尔伯爵一起起事反对奥东。为了加强实力，他寻求与勃艮第公爵厄德三世的结盟。1197年，他宣布他的主要堡垒、不是行宫伯爵领地的欧克索讷城堡由公爵管辖。作为回报，厄德三世同意向他的新附庸伸出援手对抗奥东伯爵。勃艮第公爵刚刚迈出了将公国的影响力扩展到伯国的第一步，他找到了一条穿过索恩河的非常开放的道路，可以让他作为敌人进入伯国。
蒙贝利亚尔伯爵入侵了伯国的北部和东部，并将菲利普曾举办聚会的吕克瑟伊莱班修道院烧为灰烬，并入侵了贝桑松大主教的土地。他设法抓住了对方，并将他关押在他位于蒙贝利亚尔的城堡中。与此同时埃蒂安攻占了斯科丁。战斗相当激烈。奥东寻求菲利普的支持，菲利普相应地帮助了他的兄长。1200年6月，他率领军队进入伯国，制服了蒙贝利亚尔伯爵，释放了贝桑松大主教，并使所有拿起武器反对他的男爵都服从了。战争于同年结束。埃蒂安和他的盟友放下了武器，但并没有放弃他们的任何计划。
菲利普离开了伯国，留下他的兄长承受之后持续一年难以压制的动乱。奥东于1201年1月14日在贝桑松被暗杀去世，享年31岁。他的死令许多政治角色受益。他被安葬在贝桑松城堡的圣埃蒂安大教堂的前院。
行宫伯爵的家族将两个年幼的女儿让娜和贝亚特丽丝留在了她们的母亲布卢瓦的玛格丽特的监护之下。菲利普让寡嫂玛格丽特以为让娜摄政的名义统治勃艮第伯国。勃艮第的让娜一世在9岁时接替父亲成为勃艮第女伯爵。她于1205年去世，享年14岁。她的妹妹勃艮第的贝亚特丽丝二世继位，被菲利普嫁给安德赫斯伯爵和梅拉尼亚公爵迪森的勃艮第的伯特霍尔德四世和下卢萨斯的阿格妮丝的儿子梅拉尼亚公爵奥托一世，与后者一同继承了伯国，后者成为勃艮第伯爵奥东二世。

## 家庭
1190年，奥东与布盧瓦女伯爵瑪格麗特結婚，兩人共有兩個女兒：
- 讓娜一世（1191年—1205年），勃艮第女伯爵
- 貝亞特麗絲（1193年—1231年），勃艮第女伯爵

据说奥东有一私生子休，1203年向继母玛格丽特放弃了对该伯国的任何宣称。记录此事的宪章仅见于16世纪吉约姆·帕拉丁的作品。